# Claude Bissot
Claude Bissot, né le 15 mai 1947 à Érezée (Belgique) et mort le 11 avril 1996 à Neupré (Belgique), est un footballeur belge. Il évoluait au poste d'attaquant.

## Biographie
Claude Bissot commence sa carrière professionnelle en 1966 au Sporting Charleroi qui vient alors de réintégrer la division 1. Il fait partie de l'équipe vice-championne de Belgique en 1968-1969 derrière le Standard de Liège. Il dispute ensuite quatre matches en Coupe des villes de foires lors de la saison 1969-1970 avec Charleroi, inscrivant cinq buts. Il marque deux doublés lors de cette compétition, au NK Zagreb puis à domicile face au FC Rouen.
Il poursuit sa carrière en division 1 au RFC Liège où il joue quatre saisons entre 1972 et 1976, pour la terminer dans les divisions inférieures dans sa province natale, à Bastogne et au Lorrain Arlon.
Il décède en 1996 à l'âge de 48 ans des suites d'une sclérose latérale amyotrophique.
Il est le père de la comédienne Stéphane Bissot.

## Palmarès
- Vice-champion de Belgique en 1968-1969 avec le Sporting Charleroi